# Pressekonferenz

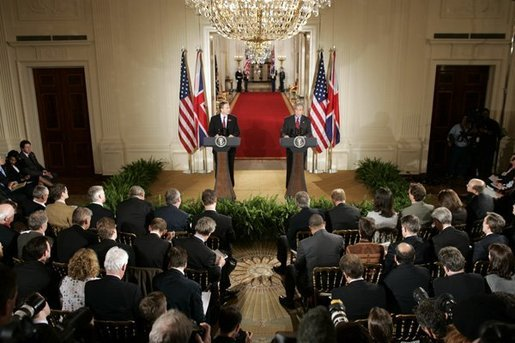
Pressekonferenz im Weißen Haus 2004

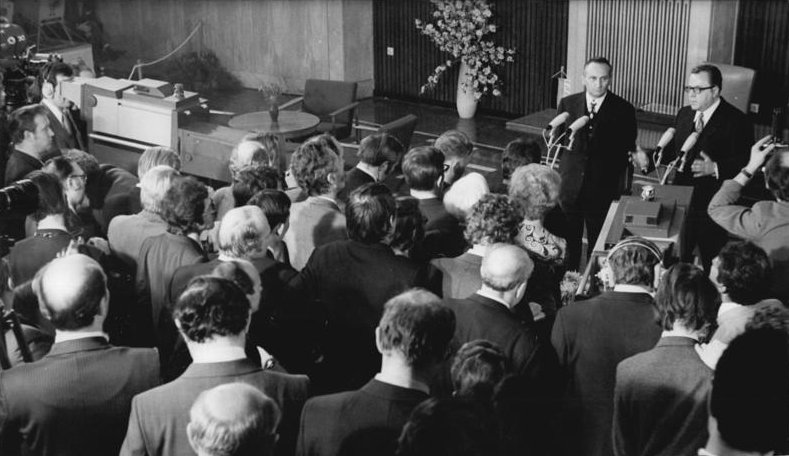
Pressegespräch nach der Unterzeichnung des Grundlagenvertrages am 21. Dezember 1972. Egon Bahr (links) und Michael Kohl beantworten Fragen von Journalisten. Sie sprechen jeweils in zwei Sennheiser-MD-421-Mikrofone

Eine Pressekonferenz ist ein Mittel der Öffentlichkeitsarbeit.

## Zweck
Zu einer Pressekonferenz, im Journalistenjargon kurz „PK“, laden beispielsweise Stars, Politiker, Nichtregierungsorganisationen, Institutionen, Verbände, Initiativen, Unternehmen oder auch Privatleute des Zeitgeschehens Vertreter der Presse und Massenmedien ein. Vor den anwesenden Berichterstattern legen sie Informationen zu aktuellen, oft brisanten Themen dar und/oder nehmen zu diesen Stellung, dementieren Gerüchte oder kündigen etwas an. Im Anschluss an die meist vorbereiteten Statements können die Vertreter der Presse häufig Fragen stellen.

## Aufbau
Der räumliche Aufbau einer Pressekonferenz hat meist eine zweigeteilte Lokalität; auf der einen Seite des Konferenzraumes ein mit Mikrofonen ausgestattetes Pult oder Tisch. Demgegenüber sind Sitzgelegenheiten für Journalisten. Am Pult oder Tisch stehen oder sitzen der oder die Pressesprecher und weitere Personen, die spezifischere Informationen zum Sachverhalt beitragen, Fragen beantworten oder auch nur Präsenz und Verbundenheit demonstrieren.
Die einer Pressekonferenz zugemessene Bedeutung (Relevanz) zeigen grob natürlich die Besucherzahl, Kameras sowie die am Tisch angebrachten Mikrofone.
Im Gegensatz zur schriftlichen Presseerklärung liefert eine Pressekonferenz Ton- und, sofern Kameras zugelassen sind, auch Bildaufnahmen, die der Vermittlung des jeweiligen Anliegens Nachdruck und Authentizität verleihen sollen.

## Ablauf

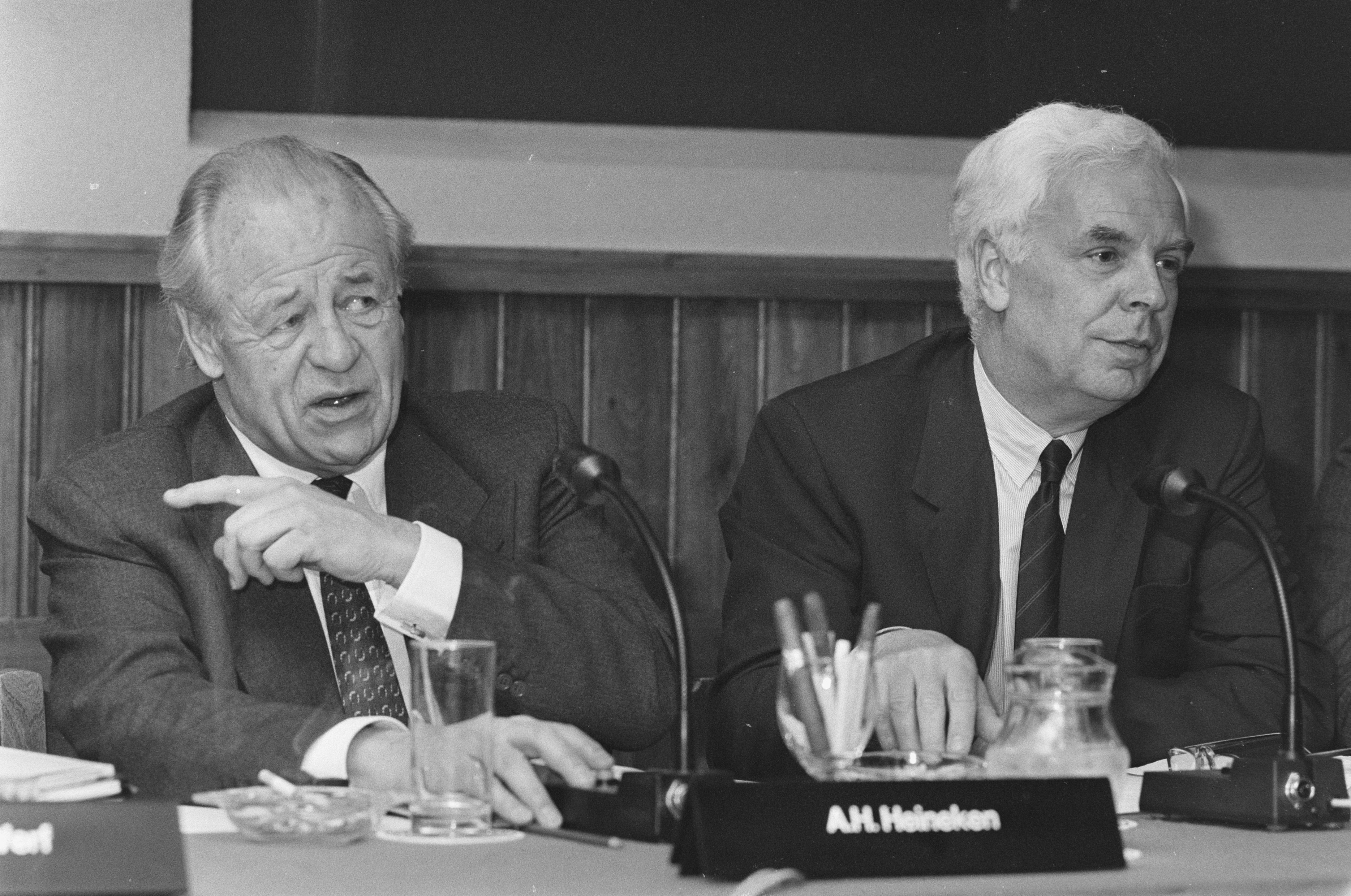
Alfred Heineken betätigt bei einer Pressekonferenz den Knopf zur Aktivierung seines Mikrofons (1986)

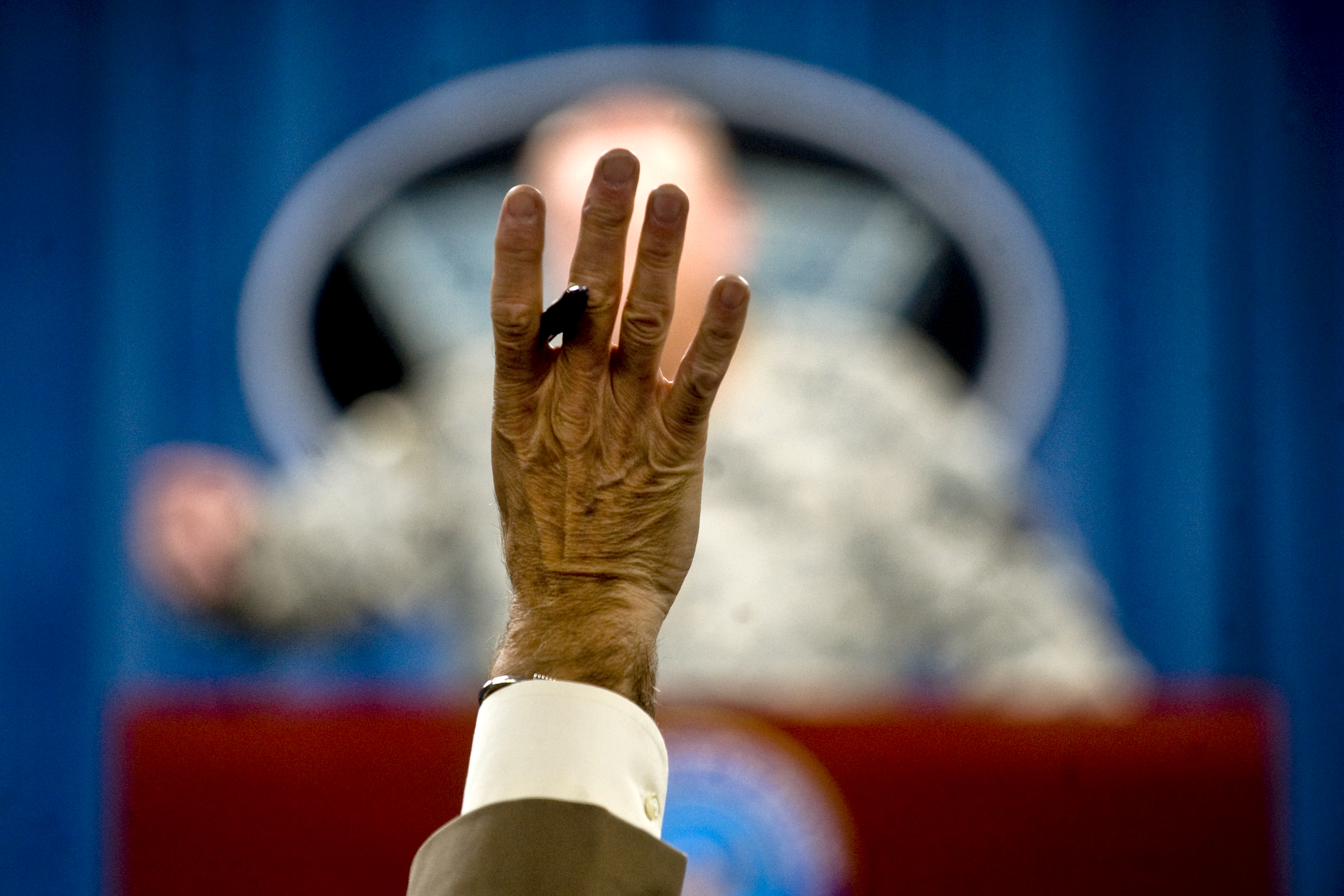
Fragen werden durch Handerheben angezeigt.

In den Nachrichten werden die Pressekonferenz und ihr Inhalt bei entsprechender Relevanz zur Meldung. Im Zuge der Verbreitung des Spartenkanals übertragen Nachrichtensender (z. B. Welt (früher N24), n-tv, Phoenix) zunehmend bedeutende Pressekonferenzen direkt.
Zu Pressekonferenzen verteilte, eigens vorbereitete Pressemeldungen bzw. die geplanten Statements und oft Fotos (z. B. von Produkten) stecken in Pressemappen. Häufig ist „Sperrfrist“ (x-Tag, x-Uhr: Zeitpunkt der PK) sowie „es gilt das gesprochene Wort“ vermerkt: schließlich kann man sich die Mappen auch zuschicken lassen oder abholen, die nach der PK meist auf der Veranstalter-Homepage auch (für jedermann) online stehen.